# Peucedanum arenarium
Peucedanum arenarium là một loài thực vật có hoa trong họ Hoa tán. Loài này được Waldst. & Kit. miêu tả khoa học đầu tiên năm 1799.